# Alpha1 Capricorni
Pour les articles homonymes, voir Algedi.
Pour les étoiles possédant cette désignation de Bayer, voir Alpha Capricorni.
Désignations
Alpha1 Capricorni (α1 Cap, α1 Capricorni) est une étoile binaire de la constellation australe du Capricorne.
Elle porte également le nom traditionnel Prima Giedi ou Algiedi Prima, et partage le nom Algedi (de l'arabe الجدي - al-jadii, signifiant la chèvre) avec α2 Capricorni. Elle est à environ 690 années-lumière de la Terre.

## Nomenclature
α1 Capricorni, latinisé Alpha1 Capricorni, est la désignation de Bayer de l'étoile.  Elle partage la lettre « alpha » avec sa voisine α2 Capricorni. Elle porte également la désignation de Flamsteed de 5 Capricorni.
Prima Giedi est le nom propre de Alpha1 Carpricorni. C’est l’arabe / الجدي al-Ğady, « le Chevreau ». Ce nom est connu de longue date par les Arabes, et attesté comme le 10e signe zodiacal dans l’horoscope de fondation de la ville de Baghdad en 762, ainsi que nous rapporte l’érudit persan al-Bīrūnī. Il y traduit le nom akkadien de basse époque, urīṣu, « la chèvre », venu par l’araméen gadya. Thomas Hyde (1665) donne gjiedi pour nom de la constellation dans sa traduction du یجِ سلطانی Zīğ-i Sulṭānī ou « Tables sultaniennes » d’Uluġ Bēg (1437), puis Giuseppe Piazzi s’en saisit pour nommer l’étoile α1 Cap Prima Giedi et α2 Cap Secunda Giedi. Transformé en Algedi au cours du XXe siècle, il est repris dans ses deux formes connues par Richard Hinckley Allen, a permis sa diffusion dans les catalogues des XXe et XXIesiècle, sachant que l’Union astronomique internationale (UAI) a réservé le nom Algedi à α2 Cap.

## Propriétés
Alpha1 Carpricorni est située à environ 690 années-lumière de la Terre. C'est une supergéante jaune de type G avec une magnitude apparente de +4,44. Sa masse vaut 5,3 fois celle du Soleil et sa luminosité est 1 047 fois plus grande que celle du Soleil. Sa compagne Alpha1 Capricorni Ab, est une étoile de magnitude 8,60 séparée de 0,65 seconde d'arc de la primaire.